# Parler
Parler (/ˈpɑːrlər/ PAR-ler) é uma plataforma de mídia social e microblogging fundada nos Estados Unidos. Lançado inicialmente em agosto de 2018, o Parler é conhecido por ser  uma abordagem alternativa em relação às redes sociais tradicionais, afirmando uma política de moderação mínima em comparação com outras plataformas como Facebook, Twitter, Instagram.

## História
Parler (do francês: parler, lit. 'falar') foi fundado pelo CEO John Matze em Henderson, Nevada, em 2018. Matze se formou na Universidade de Denver em 2014 com um diploma em computação. 
De dezembro de 2018 a 2019, a base de usuários do serviço cresceu após personalidades politicamente conservadoras de destaque, entre elas Brad Parscale, o senador Mike Lee e a ativista Candace Owens, assinarem e divulgarem a rede para seus seguidores nas redes sociais em outras plataformas. Gavin McInnes e Milo Yiannopoulos também se juntaram. Parscale havia se encontrado com Matze no início de maio de 2019 antes de se inscrever.

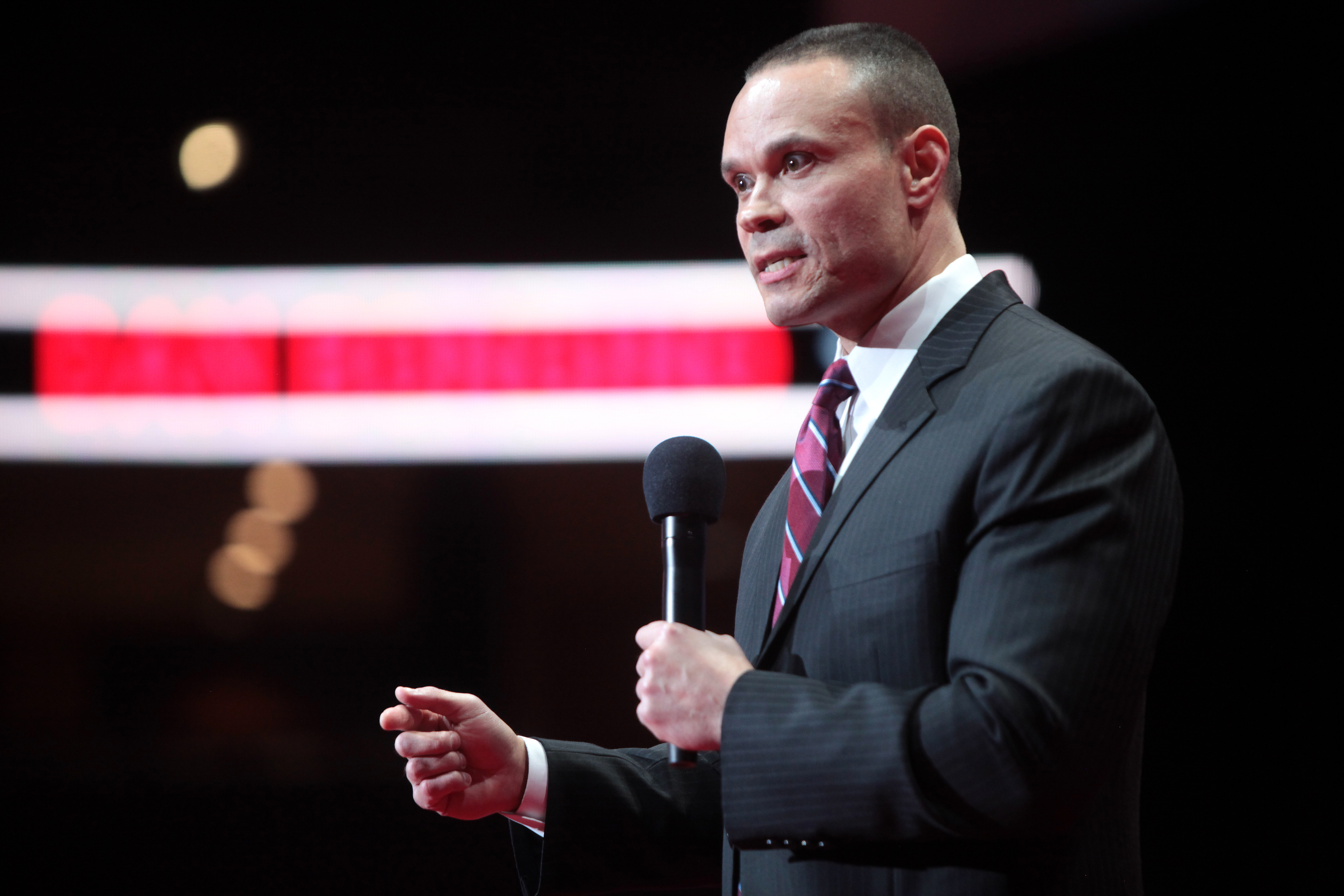
Em 2020, Dan Bongino (imagem) anunciou que havia comprado uma porção não especificada da Parler. A empresa se recusou a fornecer uma lista completa de proprietários

Segundo Matze, em maio de 2019, Parler tinha cerca de 100.000 usuários. O Parler disse que sua base de usuários mais que dobrou em junho de 2019, quando cerca de 200.000 contas da Arábia Saudita se inscreveram na rede depois de supostamente sofrer censura em massa e suspensões de contas no Twitter. O Parler descreveu esses relatos como parte do "movimento nacionalista do Reino da Arábia Saudita".
O aliado de Donald Trump, David Clarke Jr., disse que se juntaria a Parler em março de 2020 depois que o Twitter excluiu vários de seus tweets por promover a desinformação do coronavírus. Muitas mídias e figuras políticas e de direita conservadoras se uniram ao Parler em junho de 2020, incluindo Donald Trump Jr., Dan Bongino, Rudy Giuliani, Katie Hopkins, Alex Jones, Mark Dice e Ted Cruz.
Em julho de 2020, o presidente brasileiro Jair Bolsonaro se juntou ao Parler.
Parler tinha uma significativa base de usuários  apoiadores de Donald Trump, conservadores, teóricos da conspiração e extremistas de direita. As postagens no serviço frequentemente apresentavam conteúdos de extrema-direita, antissemitismo e teorias da conspiração como o Qanon. Jornalistas descrevem o Parler era uma alternativa ao Twitter e seus usuários incluem aqueles banidos das redes sociais convencionais ou os que se opõem às suas políticas de moderação.
Parler se apresentava como uma alternativa imparcial de "liberdade de expressão" às redes sociais convencionais, como Twitter e Facebook. No entanto, jornalistas e usuários tinham criticado o serviço pelas políticas de conteúdo que são mais restritivas do que a empresa retrata e às vezes mais restritivas do que as de seus concorrentes. Alguns usuários de esquerda foram banidos do Parler por desafiarem os pontos de vista predominantes no site, criticarem-no ou por criarem contas de paródia.
Parler não divulgava publicamente as identidades de seus proprietários, além do fundador John Matze.  Rebekah Mercer, uma investidora conhecida por suas contribuições para indivíduos e organizações conservadoras, é cofundadora da empresa e o comentarista político conservador Dan Bongino [en] disse que ele foi um dos proprietários. De acordo com o Parler, em novembro de 2020 o serviço tinha cerca de 4 milhões de usuários ativos e um total de mais de 10 milhões de usuários. A atividade dos usuários atingiu um pico após a eleição presidencial nos Estados Unidos em 2020 naquele mês e caiu novamente em dezembro.
Observando as reclamações de que o Parler foi usado para coordenar a invasão do Capitólio dos Estados Unidos em 2021, a Apple informou aos executivos do Parler em 8 de janeiro de 2021 que seu aplicativo móvel seria removido da App Store em 24 horas se o site não melhorasse sua política de moderação. No mesmo dia o site foi removido da Google Play Store por incitação à violência.
A Parler foi adquirida pelo conglomerado de mídia digital Starboard em 14 de abril de 2023 e encerrada no mesmo dia.  De acordo com comunicado da Starboard na página de holding do site, esta foi uma medida temporária para permitir que o site "seja submetido a uma avaliação estratégica". 

## Parler desativado
A rede social Parler foi desativada no dia 11 de janeiro de 2021 após a Apple e a Amazon suspenderem seus serviços para a plataforma. A Apple removeu o aplicativo do Parler da App Store em 6 de janeiro, após o ataque ao Capitólio dos Estados Unidos, no qual a plataforma foi usada para organizar e promover o evento. A Amazon suspendeu seus serviços de hospedagem para o Parler em 9 de janeiro, o que levou à desativação completa da plataforma.

## retorno do parler
O parler foi reativado após alguns meses desativado retornou como um site de noticias agora o mesmo parler.com redireciona pra o blog.parler.com.Depois de um tempo fora do ar,o parler.com retorna no ar escrito coming soon em breve em português.o parler.com foi reativado e volta no ar como rede social na versão 3.0 no site diz "O cenário social está preparado para a inovação Parler 3.0 está revolucionando as mídias sociais, libertando-se das restrições das plataformas convencionais. Não somos apenas mais um aplicativo – estamos liderando um movimento em direção a uma nova era de conexão global. Com foco em valores e tecnologia de ponta, estamos remodelando os cenários sociais e priorizando a segurança e o controle do usuário. Prepare-se para uma experiência inovadora. Parler está abrindo caminho para o futuro.

## Aparência e recursos
O Parler é um serviço de microblog onde os usuários se registram para contas e são capazes de acompanhar as contas de outros usuários. Ao contrário do Twitter, o feed de postagens - chamadas "Parleys" - de contas seguidas aparece cronologicamente para o usuário, em vez de através de um processo de seleção baseado em algoritmo. Os Parleys feitos por usuários são limitados a 1.000 caracteres e os usuários podem "votar" ou "ecoar" as postagens de outros usuários que eles seguem, funções que foram comparadas com o "curtir" e o "retuitar" do Twitter. Um recurso de mensagens diretas também é incorporado à plataforma, permitindo que os usuários entrem em contato em particular.

### Conteúdo e moderação
De acordo com Matze, o Parler tem moderação mínima com o espírito da plataforma sendo "se você pode dizê-lo nas ruas de Nova York, você pode dizê-lo no Parler". Matze disse especificamente que a plataforma não realiza a verificação de fato das mensagens dos usuários. No entanto, ele observou que, embora a empresa não modere proativamente o conteúdo, ela pode remover reativamente posts ofensivos em resposta a reclamações, citando o exemplo de um usuário hipotético que postou a "palavra N".
De acordo com os termos de serviço do Parler, os usuários individuais concordam em indenizar a empresa caso publiquem conteúdo de natureza difamatória e posteriormente sujeito a processo judicial. O Parler se reserva o direito de conduzir sua própria defesa, às custas dos usuários.
No final de junho de 2020, vários usuários relataram que haviam sido banidos pela plataforma. Em reações subsequentes, os usuários questionaram as alegações de liberdade de expressão de Parler. Alguns dos banidos incluem críticos notáveis do congressista republicano e partidário do Parler, Devin Nunes. Em um post datado de 30 de junho, o fundador do Parler afirmou que postar fotos de matéria fecal sempre que você discordar de alguém... ameaçar matar pessoas... ou repetidamente enviar spam a pessoas com "foda-se" em todos os comentários, não é tolerado no Parler. Foi reivindicado que Parler proíbe quatro das cinco coisas que o Twitter permite.

### Interface
O aplicativo do Parler está disponível para Android e iOS.
De acordo com o Slate, "a função de pesquisa do site mal funciona e possui um tempo de buffer desajeitado". Escrevendo para o SiliconAngle, Duncan Riley observou que "o site e seu aplicativo estão com erros", observando especificamente os longos tempos de carregamento do site Parler e falhas ocasionais no aplicativo Android "sem motivo aparente".

### Registro e verificação
A criação e o uso da conta do Parler são gratuitos e exigem que o usuário forneça um endereço de e-mail e número de celular para autenticação de dois fatores. No ponto de registro, os usuários têm a opção de fornecer um documento com foto emitido pelo governo para que sua conta seja "verificada" por Parler e usuários individuais podem configurar sua conta para exibir apenas Parleys de outros usuários verificados, se eles escolherem. Segundo Matze, o objetivo do recurso de verificação é permitir que os usuários minimizem seu contato com os trolls.

### Política e práticas de privacidade
De acordo com Matze, as varreduras de documentos de identificação enviadas pelos usuários que optam por ter suas contas verificadas são destruídas após a verificação; no entanto, o requisito para que as varreduras de ID sejam verificadas levou teorias de conspiração sobre a retenção de informações do usuário no site. De acordo com a política de privacidade do Parler, ele não oferece suporte ao navegador Do Not Track, mas os usuários podem habilitá-lo para sua conta através das configurações de conta do site.

## Negócios e finanças
De acordo com Matze, Parler é financiado por investidores anjos com uma expansão planejada buscando identificar fundos adicionais de risco.
Em junho de 2020, Parler tinha 30 funcionários. É organizada como uma sociedade de responsabilidade limitada, registrada em Nevada. A empresa não divulgou a identificação de seus proprietários; no entanto, Dan Bongino anunciou publicamente em 2020 que havia comprado uma "participação acionária" de valor não especificado.

## Base de usuários e conteúdo
Parler atraiu apoiadores de Donald Trump, e também é conhecido por seu conteúdo de extrema-direita, direita alternativa, conspiratória, antissemita, e antifeminista. O site também inclui conteúdo islamofóbico, embora também tenha uma base de usuários de nacionalistas sauditas que apoiam o príncipe herdeiro e de facto o primeiro ministro da Arábia Saudita, Mohammed bin Salman.
O The Independent e o site de notícias The Forward observaram o conteúdo da teoria da conspiração antissemita no site. Em resposta, Matze disse ao The Forward: "Se você quiser combater a visão dessas pessoas, elas precisam ser expostas ao ar livre... Não force essas pessoas a entrar nos cantos da internet para onde elas não estão indo. Seja capaz de provar que está errado."
O New Statesman descreveu Parler como "uma câmara de eco para visões de extrema-direita".
Em junho de 2020, o CEO John Matze disse que queria ver mais debates na plataforma e ofereceu uma "recompensa progressiva" de US$ 10.000 a especialistas liberais com pelo menos 50.000 seguidores no Twitter ou no Facebook que ingressariam no site; não recebendo compradores, ele posteriormente aumentou esse valor para US$ 20.000.

## Campanha decrowdfundingde Katie Hopkins
A concorrente britânica The Apprentice e a comentarista de extrema-direita Katie Hopkins pareceu se juntar a Parler e levantou centenas de libras de doações de crowdfunding em auxílio a uma contestação legal à sua proibição do Twitter. Posteriormente, emergiu que a conta em nome de Hopkins não era autêntica e foi verificada acidentalmente por um membro da equipe do Parler. Um tweet no Twitter do "The Anonymous Guide" alegou ter se infiltrado no Parler e "conseguiu tirar mais de US$ 500 de idiotas" antes de ser retirado. O tweet dizia que doaria o "take ... para o BLM", acrescentando "Coma merda, Katie Hopkins. Nós somos anônimos".